# Abracadabra (1952)
Abracadabra is een Italiaanse filmkomedie uit 1952. De film werd gerigisseerd door Max Neufeld. Het scenario werd geschreven door Mario Massa, gebaseerd op een verhaal van Goffredo Gustavino. Het verhaal van de film gaat over een verpauperde edelman die zich voordoet als rijke prins. De hoofdrollen in de film worden vertolkt door Mario Riva, Ricardo Billi en Lilia Landi. Abracadabra is een late zwart-witfilm met mono geluid.

## Rolverdeling
| Acteur             | Personage              |
| ------------------ | ---------------------- |
| Mario Riva         | Amleto                 |
| Riccardo Billi     | Antonio                |
| Lilia Landi        | Carmela                |
| Guglielmo Inglese  | Nicola Caiazzo         |
| Alberto Sorrentino | Fernando, detto Fefè   |
| Paul Muller        | Alfredo                |
| Marcella Rovena    | Cesira Caiazzo         |
| Simona Gori        | Maria                  |
| Clely Fiamma       | Antonietta             |
| Marco Tulli        | Il maggiordomo         |
| Silvio Bagolini    | Il signore balbuziente |
| Bruno Corelli      | Il Decio               |
| Pietro Tordi       | Giacomo                |